# Devid Striesow
Devid Striesow (Bergen auf Rügen, 1º ottobre 1973) è un attore tedesco.

## Filmografia parziale

### Cinema
- Luci lontane (Lichter), regia di Hans-Christian Schmid (2003)
- I ragazzi del Reich (Napola - Elite für den Führer), regia di Dennis Gansel (2004)
- La caduta - Gli ultimi giorni di Hitler (Der Untergang), regia di Oliver Hirschbiegel (2004)
- Yella, regia di Christian Petzold (2007)
- Il falsario - Operazione Bernhard (Die Fälscher), regia di Stefan Ruzowitzky (2007)
- Drei, regia di Tom Tykwer (2010)
- Traumland, regia di Petra Volpe (2013)
- Wir sind jung. Wir sind stark., regia di Burhan Qurbani (2014)
- Niente di nuovo sul fronte occidentale, regia di Edward Berger (2022)
- Bach - Il miracolo della musica, regia di Florian Baxmeyer (2024)

### Televisione
- Add a Friend – serie TV, 5 episodi (2014)
- Bella Block – serie TV, 16 episodi (2005-2018)
- Tatort – serie TV, 11 episodi (2005-2019)
- Paura in volo (Crashpoint - 90 Minuten bis zum Absturz), regia di Thomas Jauch – film TV (2009)
- Das weiße Kaninchen, regia di Florian Schwarz – film TV (2016)
- 8 giorni alla fine (8 Tage) – miniserie TV, 8 puntate (2019)

## Doppiatori italiani
Nelle versioni in italiano delle opere in cui ha recitato, Devid Striesow è stato doppiato da:
- Francesco Prando in Il falsario - Operazione Bernhard
- Fabrizio Temperini in 8 giorni alla fine
- Stefano De Sando in Niente di nuovo dal fronte occidentale